# گمینا ژپیننگک ستژژوسکی
گمینا ژپیننگک ستژژوسکی (به لهستانی:  Gmina Rzepiennik Strzyżewski) یک گمینا در لهستان است که در شهرستان تارنوف واقع شده‌است. گمینا ژپیننگک ستژژوسکی ۷۰٫۲۳ کیلومتر مربع مساحت و ۶٬۸۳۲ نفر جمعیت دارد.